# Anton Brunner
Anton Brunner, född den 8 augusti 1898 i Bregana, Kroatien, Österrike-Ungern, död den 24 maj 1946 i Wien, Österrike, var en tysk tjänsteman vid Reichssicherheitshauptamt, Nazitysklands säkerhetsministerium. Han var en av Adolf Eichmanns medarbetare. För att undvika förväxling med en annan av Eichmanns medhjälpare, Alois Brunner, kallades Anton Brunner för "Brunner II".
Brunner inträdde i NSDAP 1939. Han var mellan 1941 och 1943 verksam vid Zentralstelle für jüdische Auswanderung (Rikscentralen för judisk utvandring) i Wien och var ansvarig för deportationen av omkring 48 000 judar. 1943 var han under en kort period stationerad i Prag, innan han 1944 ingick i Sondereinsatzkommando Eichmann som planerade och genomförde förintelsen i Ungern.
Efter andra världskriget ställdes Brunner inför rätta i Wien och dömdes till döden som krigsförbrytare; han avrättades genom hängning.